# Claudio Zeiger
Claudio Zeiger (Buenos Aires, 1964) es un escritor argentino. Además de su faceta literaria, trabaja como editor de los suplementos Radar y Radar Libros del diario argentino Página/12.
Publicó su primera novela, Nombre de guerra, en 1999 de la mano de Vian Ediciones. La obra sigue la historia de un joven llamado Andrés que vive en Avellanada y que gana dinero prostituyéndose junto a un amigo suyo llamado Pablo. La novela fue reeditada en 2019 por la Biblioteca Soy del diario Página/12 y hoy en día es considerada una obra importante de la literatura LGBT de Argentina.
A Nombre de guerra le siguieron las novelas Tres deseos (2002) y Adiós a la calle (2006). Esta última tiene como protagonista a Horacio, un hombre gay que vive en el Buenos Aires de la década de 1980 en tiempos de paranoia a causa de la aparición del VIH poco después del fin de la dictadura militar. En medio de los desenfrenos de la época, Horacio inicia una relación con un hombre llamado Pablo.
Tras la aparición de su libro de cuentos Los inmortales, publicado en 2014 y centrado en las relaciones parentales y filiales, con referencias a obras clásicas argentinas como El juguete rabioso (1926) de Roberto Arlt, el padre de Zeiger tuvo una recaída en el Alzheimer que padecía, por lo que su cuidado volvió imposible la escritura para Zeiger. Su siguiente obra fue publicada en 2020 y fue la colección de cuentos Verano interminable, en que se propuso escribir relatos «ligeros» y en el que aborda temáticas como el activismo LGBT tras la aprobación del matrimonio igualitario, la pérdida del padre, las peleas de pareja, entre otras.

## Obras
Entre las obras de Zeiger se encuentran:
Novelas
- Nombre de guerra (1999)
- Tres deseos (2002)
- Adiós a la calle (2006)
- Redacciones perdidas (2014)
- Infancia en Mataderos (2023)[8]

Otros
- El paraíso argentino (2011), ensayo
- Los inmortales (2014), cuentos
- Verano interminable (2020), cuentos